# Діброва (Дніпровський район)
Дібро́ва (до 1933 року — Сергіївка)— село в Україні, у Любимівській сільській громаді Дніпровського району Дніпропетровської області. Населення за переписом 2001 року становить 268 осіб.

## Географія
Село Діброва знаходиться на лівому березі річки Дніпро, вище за течією на відстані 2,5 км розташоване село Перше Травня, нижче за течією на відстані 2 км розташоване село Воронівка, на протилежному березі — село Майорка.

## Історія
Село засноване у 1910 році переселенцями зокрема з с. Сергіївка Солонянського району — Автоном Корж, Поплавський Андрій, Василь Микитович Поплавський з дружиною Веклою Павлівною, Гаврило Рудий, Буштрук, Підгорні Федір Кузьмич та Самійло Кузьмич. З інших місцевостей потім прибули Леміш Остап, Усенко Наум Ваніхватович, Трохим Ваніхватович та Лука Ваніхватович, Усенко Михій Трохимович, Лозицький Василь Давидович, Трощинський Семен, Патиченко Опанас, Купрієнко Савелій, Гаржа Сергій (останній з села Волоське).

## Населення

### Мова
Розподіл населення за рідною мовою за даними перепису 2001 року:
| Мова       | Відсоток |
| ---------- | -------- |
| українська | 91%      |
| російська  | 9%       |

## Воїни АТО
Селяни Діброви брали участь в російсько-українській війні — Кірічок Сергій, Лінніков Дмитро, Петрович Богдан, Кушнір Володимир, Біліченко Юрій, Фоменко Юрій, Батан Олег, Кришталь Давид, Кришталь Едуард.

## Шановані уродженці села
Заулічний Євген Ігорович — срібний призер з плавання на ХХІІІ літніх Дефлімпійських іграх 2017 року в м. Самсун (Туреччина).

## Інтернет-посилання
- Погода в селі Діброва [Архівовано 20 грудня 2011 у Wayback Machine.]